# Cumpas
Cumpas är en ort i Mexiko.   Den ligger i kommunen Cumpas och delstaten Sonora, i den nordvästra delen av landet, 1 600 km nordväst om huvudstaden Mexico City. Cumpas ligger 748 meter över havet och antalet invånare är 2 979.
Terrängen runt Cumpas är kuperad åt nordväst, men åt sydost är den platt. Cumpas ligger nere i en dal. Runt Cumpas är det mycket glesbefolkat, med 2 invånare per kvadratkilometer. Cumpas är det största samhället i trakten. Omgivningarna runt Cumpas är i huvudsak ett öppet busklandskap.